# 神奈川県道605号下糟屋平塚線

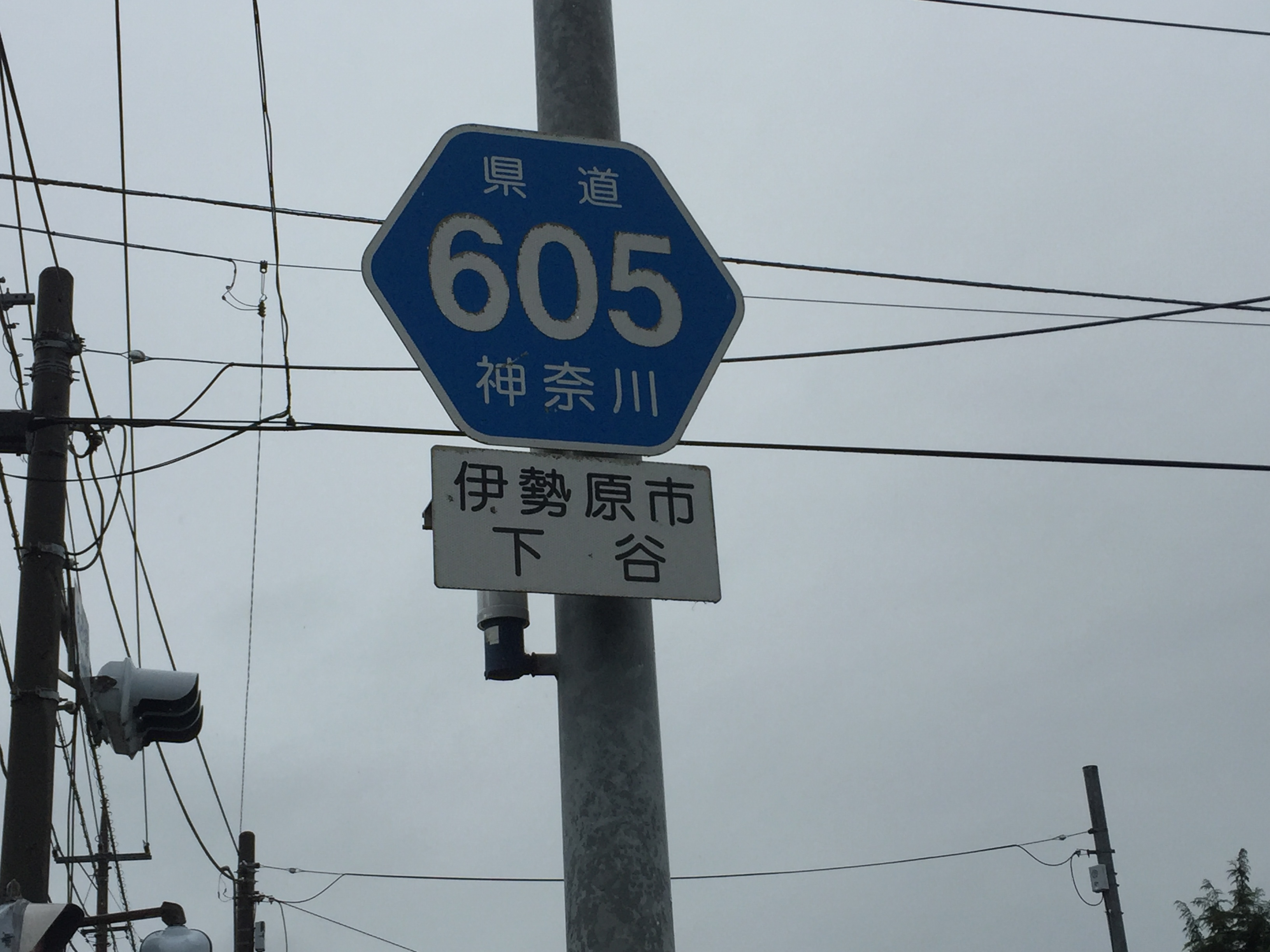
県道番号標示（伊勢原市下谷）

神奈川県道605号下糟屋平塚線（かながわけんどう605ごう しもかすやひらつかせん）は、神奈川県伊勢原市と平塚市を結ぶ一般県道。

## 概要
- 総延長：5.5km
- 起点：伊勢原市下糟屋 畠田橋西交差点（神奈川県道22号横浜伊勢原線接続）
- 終点：平塚市豊田本郷 豊田本郷交差点（神奈川県道61号平塚伊勢原線接続）
- Google マップ - 終点→起点の順に指定（終点直前に起点方向への一方通行区間を含むため）

## 通過する自治体
- 伊勢原市 - 平塚市

## 経路および交差・接続する道路・河川・鉄道路線
伊勢原市
- 畠田橋西交差点（神奈川県道22号横浜伊勢原線）
- 渋田新橋（渋田川）
- 十二貫橋（渋田川）
- 下谷交差点（神奈川県道44号伊勢原藤沢線）

平塚市
- 立体交差（東海道新幹線）
- 豊田本郷交差点（神奈川県道61号平塚伊勢原線）

## 周辺の地理・施設
- 国道271号・神奈川県道63号相模原大磯線（西側を並行）
- 伊勢原市立大田小学校
- 平塚市立城島小学校